# Asteropontius littoralis
Asteropontius littoralis is een eenoogkreeftjessoort uit de familie van de Asterocheridae. De wetenschappelijke naam van de soort is voor het eerst geldig gepubliceerd in 1961 door Ummerkutty.